# Рудня-Осошня
Рудня-Осошня (Osowka, Рудня Осушня, Рудня Осочня, Rudnya Osuczeka, рудня Осучня, Rudnya Osuczemka)  — колишнє село в Україні.
Розташоване в Народицькому районі Житомирської області. Підпорядковувалось Малокліщівській сільській раді. Виселено через радіоактивне забруднення внаслідок аварії на ЧАЕС. Населення в 1981 році — 300 осіб. Зняте з обліку 21 червня 1991 року Житомирською обласною радою.

## Населення
В переписі населення Житомирського повіту 1790 року серед парафіян Хабенського костела записані 9 сімей та 48 людей.
1859 року в поселенні було 16 дворів та 83 мешканця, з них 42 чоловіків та 41 жінок. У 1866 році було 20 дворів та 126 людей, з них: православних — 15 чоловіків та 10 жінок, католиків — 40 чоловіків та 56 жінок, юдеїв — 3 чоловіків та 2 жінок. У 1899 році було 35 дворів, 111 чоловіків та 111 жінок.
За сповідним розписом Хабенського костела 1862 року було 91 людей, з них 48 чоловіків та 43 жінок. За сповідним розписом Хабенського костела 1899 року було 205 людей, з них 104 чоловіків та 101 жінок.
У 1906 році в селі було 38 дворів та 258 мешканців, у 1923 році 70 дворів та 407 мешканців. Станом на 1 жовтня 1941 року в селі налічувалось 85 двори та 350 мешканців, з них 141 чоловіків та 209 жінок.
Кількість населення, станом на 12 січня 1989 року, становила 300 осіб.

## Історія
Назва села походить від річки Осушанка, яка в наш час відома як річка Буча.
Перша письмова згадка в Люстрації Житомирського повіту 1748 року як володіння Братковського. В тарифі подимного податку Київського воєводства Житомирського повіту 1754 року село (Osowka) знаходиться в посесії у Галецького. В тарифі подимного податку Житомирського повіту 1775 року село належить підсудку овруцькому земському Єжі Галецькому, в посесії овруцького мечника Адама Галецького. В Рудні Осушні три дима, один дим - це корчма і два дима в халупах шляхетських або хлопських.
Село також згадується в переписах євреїв Житомирського повіту 1775 та 1778 роках. За цими переписами в селі налічувалось двоє євреїв.
В офірному реєстрі Київського воєводства 1789 року дідичем села є войський овруцький Міхал Глембоцький. В табелі димів Хабенської парафії Житомирського повіту 1790 року село входить до Голубієвицького ключа, дідичами якого були Ярновський та Глембоцький. В Рудні Осочні Великій налічувалось 18 димів, з них: один дим — броварня чи вінниця, один дим — корчма, та 16 димів ремісничих.
Поряд з руднею Осошнею Великою згадується рудня Осошня Мала. Перша згадка в офірному реєстрі Київського воєводства 1789 року під назвою Rudnya Osuczeka. У 1790 році в табелі димів Хабенської парафії Житомирського повіту рудня Осучня Мала налічує три дими ремісничі. В переписі населення Житомирського повіту 1790 року вона згадується під назвою Rudnya Osuczemka. У 1874 році остання згадка в метричних записах.
До 1835 року Рудня-Осошня належала Феліціану Глембоцькому. З 1836 року через шлюб з Емілією Феліціанівною Глембоцькою власником села став Леонтій Мазевський.
Десь між 1849-1851 роками декілька сімей поляків-чиншовиків з рудні Бучі переселяються в Рудню-Осошню.
У 1859 році — Рудня-Осошня поміщицьке поселення в межах Овруцького повіту Волинської губернії. Належить до 1 стану. Розташоване при річці Буча, на відстані від повітового міста 40 верст, від стану — 20 верст.
У 1868 році власником села є підполковник Рудзевич, в 1879 році власником став відставний поручик Миколай Іванович Колечицький, в якого в 1884 році ці землі придбав полковник В'ячеслав Ришков. В останній чверті XIX століття мешканці села поляки-чиншовики належать до колишніх вільних людей 2 розряду.
Станом на 1876 рік у селі були водяний млин, сукновальня та корчма, в урочищі Прибиток розташовувався смоляний завод. Усі вони належали поміщику.
У 1906 році — село Базарської волості (1-го стану) Овруцького повіту Волинської губернії. Відстань до повітового центру, м. Овруч, становила 35 версти, від волосного центру, містечка Базар — 15 верст. Найближче поштово-телеграфне відділення розміщувалося в м.Овруч.
У 1923 році включене до складу новоствореної Мало-Міньківської сільської ради, яка, 7 березня 1923 року, увійшла до складу новоутвореного Базарського району Коростенської округи Волинської губернії. Розміщувалося за 15 верст від районного центру, міста Базар та за 5 верст від сільської ради в Малих Міньках. 9 лютого 1932 року включене у складі Базарського району до новоствореної Київської області. 22 вересня 1937 року увійшло до новоствореної Житомирської області.
Під час німецької окупації село входило до складу Базарської округи, Овруцького ґебіту, генеральної округи Житомир, Райхскомісаріату Україна.
21 січня 1959 року ліквідовано Базарський район, село увійшло до складу Народицького району. 30 грудня 1962 року включене до Овруцького району. З 4 січня 1965 року в складі Малинського району. 5 лютого 1965 року знову до Овруцького району. 8 грудня 1966 року увійшло до складу новоутвореного Народицького району. 22 квітня 1985 року центр Маломіньківської сільради перенесено до села Звіздаль, сільрада перейменована на Звіздальську. 28 грудня 1990 року об'єднано Звіздальську та Малокліщівську сільради.
Cело було відселене через радіоактивне забруднення внаслідок аварії на ЧАЕС. Зняте з обліку рішенням Житомирської обласної ради від 21 червня 1991 року.
Більшість мешканців села було переселено в село Потіївку Радомишльського району Житомирської області.
Частина території села згоріла під час лісових пожеж у 2020 році.